# Staré Město (Pardubice)
Staré Město é uma comuna checa localizada na região de Pardubice, distrito de Svitavy.